# Emmitt Smith
Emmitt Smith (15 de mayo de 1969) es un exjugador de fútbol americano, miembro del Salón de la Fama NFL que se destacó como running back de los Dallas Cowboys durante la década de los 90's.
Junto a Michael Irvin y Troy Aikman forma parte del trío ofensivo conocido como The Triplets ganadores de tres títulos de Super Bowl para los Cowboys.
Smith posee, entre otros, el récord de yardas por tierra de la NFL y fue nombrado jugador más valioso del Super Bowl XXVIII.
En la lista de los 100 mejores jugadores de la historia de la NFL publicada el 4 de noviembre de 2010, Smith fue ubicado como el 4.º mejor RB de todos los tiempos, solo detrás de Walter Payton, Barry Sanders y Gale Sayers.

### Estadísticas
| Temporadas | Temporadas | Temporadas | Temporadas | Carreras | Carreras | Carreras | Carreras | Carreras | Carreras | Carreras | Recepciones | Recepciones | Recepciones | Recepciones | Recepciones | Recepciones | Recepciones |
| Año        | Equipo     | JJ         | JI         | Int      | Yds      | TD       | Lgo      | Y/C      | Y/J      | I/J      | Rec         | Yds         | TD          | Lgo         | Y/R         | R/J         | Y/J         |
| ---------- | ---------- | ---------- | ---------- | -------- | -------- | -------- | -------- | -------- | -------- | -------- | ----------- | ----------- | ----------- | ----------- | ----------- | ----------- | ----------- |
| 1990       | DAL        | 16         | 15         | 241      | 937      | 11       | 48       | 3.9      | 58.6     | 15.1     | 24          | 228         | 0           | 57          | 9.5         | 1.5         | 14.3        |
| 1991       | DAL        | 16         | 16         | 365      | 1,563    | 12       | 75       | 4.3      | 97.7     | 22.8     | 49          | 258         | 1           | 14          | 5.3         | 3.1         | 16.1        |
| 1992       | DAL        | 16         | 16         | 373      | 1,713    | 18       | 68       | 4.6      | 107.1    | 23.3     | 59          | 335         | 1           | 26          | 5.7         | 3.7         | 20.9        |
| 1993       | DAL        | 14         | 13         | 283      | 1,486    | 9        | 62       | 5.3      | 106.1    | 20.2     | 57          | 414         | 1           | 86          | 7.3         | 4.1         | 29.6        |
| 1994       | DAL        | 15         | 15         | 368      | 1,484    | 21       | 46       | 4.0      | 98.9     | 24.5     | 50          | 341         | 1           | 68          | 6.8         | 3.3         | 22.7        |
| 1995       | DAL        | 16         | 16         | 377      | 1,773    | 25       | 60       | 4.7      | 110.8    | 23.6     | 62          | 375         | 0           | 40          | 6.0         | 3.9         | 23.4        |
| 1996       | DAL        | 15         | 15         | 327      | 1,204    | 12       | 42       | 3.7      | 80.3     | 21.8     | 47          | 249         | 3           | 21          | 5.3         | 3.1         | 16.6        |
| 1997       | DAL        | 16         | 16         | 261      | 1,074    | 4        | 44       | 4.1      | 67.1     | 16.3     | 40          | 234         | 0           | 24          | 5.9         | 2.5         | 14.6        |
| 1998       | DAL        | 16         | 16         | 319      | 1,332    | 13       | 32       | 4.2      | 83.3     | 19.9     | 27          | 175         | 2           | 24          | 6.5         | 1.7         | 10.9        |
| 1999       | DAL        | 15         | 15         | 329      | 1,397    | 11       | 63       | 4.2      | 93.1     | 21.9     | 27          | 119         | 2           | 14          | 4.4         | 1.8         | 7.9         |
| 2000       | DAL        | 16         | 16         | 294      | 1,203    | 9        | 52       | 4.1      | 75.2     | 18.4     | 11          | 79          | 0           | 19          | 7.2         | 0.7         | 4.9         |
| 2001       | DAL        | 14         | 14         | 261      | 1,021    | 3        | 44       | 3.9      | 72.9     | 18.6     | 17          | 116         | 0           | 22          | 6.8         | 1.2         | 8.3         |
| 2002       | DAL        | 16         | 16         | 254      | 975      | 5        | 30       | 3.8      | 60.9     | 15.9     | 16          | 89          | 0           | 17          | 5.6         | 1.0         | 5.6         |
| 2003       | ARI        | 10         | 5          | 90       | 256      | 2        | 22       | 2.8      | 25.6     | 9.0      | 14          | 107         | 0           | 36          | 7.6         | 1.4         | 10.7        |
| 2004       | ARI        | 15         | 15         | 267      | 937      | 9        | 29       | 3.5      | 62.5     | 17.8     | 15          | 105         | 0           | 18          | 7.0         | 1.0         | 7.0         |
| Total      | --         | 226        | 219        | 4,409    | 18,355   | 164      | 75       | 4.2      | 81.2     | 19.5     | 515         | 3,224       | 11          | 86          | 6.3         | 2.3         | 14.3        |
| 13 años    | DAL        | 201        | 199        | 4,052    | 17,162   | 153      | 75       | 4.2      | 85.4     | 20.2     | 486         | 3012        | 6.2         | 11          | 86          | 2.4         | 15.0        |
| 2 años     | ARI        | 25         | 20         | 357      | 1,193    | 11       | 29       | 3.3      | 47.7     | 14.3     | 29          | 212         | 7.3         | 0           | 36          | 1.2         | 8.5         |

- Abreviaturas:

JJ: Juegos jugados
GS: Juegos iniciados
Int: Intentos por corrida
Y/C: Yardas por corrida
Y/G: Yardas por juego
Y/J: Yardas por juego en corridas
Rec: Recepciones
Y/R: Yardas por recepción
R/J: Recepciones por juego
Y/J: Yardas por juego en recepciones